# Dragon Li
 Dragon Li  (狸 花猫 en chino) es un gato considerado como una raza doméstica de la subespecie del gato doméstico chino, Felis silvestris catus. Se reconoció por primera vez como una raza a finales de 2003. Aunque esta teoría sigue siendo algo controvertida aunque tampoco ha sido refutada científicamente, y es ampliamente aceptada como el origen de esta raza de gato chino.

## Otros nombres
Li Hua Mao es el nombre más frecuente de la raza en China, el nombre chino Dragón Li ha sido utilizado internacionalmente para reflejar el carácter simbólico en China correspondiente al mítico dragón chino.

## Descripción
Este gato posee cuerpo fuerte, poderoso y grueso, con piernas musculosas. Sus patas son redondas, y su cola es de longitud media. La capa de por el del Dragon Li es de un único color marrón dorado y blanco en la barriga, y atigrado con rayas en la espalda. Tiene una cabeza redonda y ojos grandes, luminosos con forma de almendra. Sus ojos son de color verde o amarillo. Las orejas son de tamaño mediano y redondeadas en las puntas, con el distintivo de inflexión.

## Características
El Dragon Li es muy inteligente y un buen compañero. Estos gatos son muy activos y les gusta jugar. Son animales fieles, pero no demasiado cariñosos. Sin embargo, no son exigentes. Son independientes y se llevan bien con otros animales domésticos. Son tolerantes con los niños.

## Hábitat
Los gatos de la raza Dragon Li adaptan mejor a los hogares con un mucho espacio para que puedan ser activos. Aunque pueden tolerar los niños, no son mascotas ideales para los hogares con niños pequeños. Si los niños son menores de diez años aproximadamente, el Dragon Li probablemente no sea el gato ideal.